# 國家自由紀念區
國家自由紀念區（英語：Statue of Liberty National Monument）是位於美國紐澤西州、紐約州埃利斯島和自由島的一處國家紀念區。自由女神像就位於國家自由紀念區之內。在2012年10月，國家自由紀念區曾因颶風桑迪的影響而受損，部分設施暫時關閉。自由島在2013年7月4日重新開放。國家自由紀念區由美國國家公園管理局管理。

## 外部連結

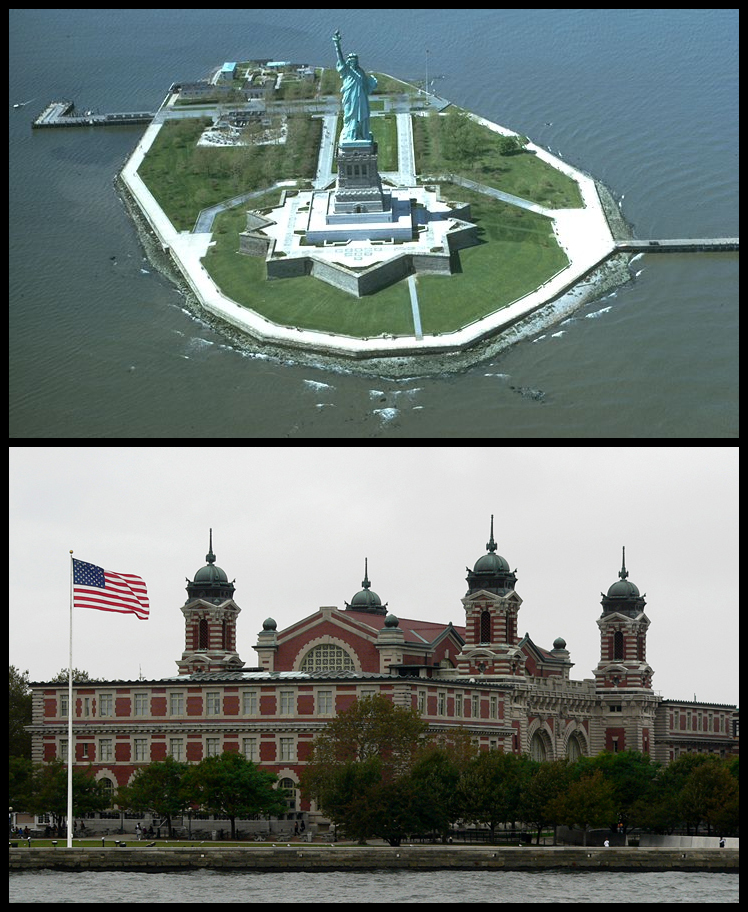
國家自由紀念區

- Statue of Liberty National Monument（页面存档备份，存于） The official Historical Site handbook.
- Statue of Liberty National Monument（页面存档备份，存于） Visitor information.
- Ellis Island home page（页面存档备份，存于）
- Ellis Island Immigration Museum（页面存档备份，存于）
- Ellis Island（页面存档备份，存于） Visitor information